# Władysław Bortnowski (historyk)
Władysław Bortnowski (ur. 21 lipca 1913 w Kisłowodzku, zm. 30 września 1987 w Łodzi) – polski historyk stosunków polsko-rosyjskich i wojskowości; podpułkownik Ludowego Wojska Polskiego.

## Życiorys
Ukończył naukę w gimnazjum w Grodnie oraz studia historyczne na Uniwersytecie Stefana Batorego w Wilnie (1938). Od 1938 pracował jako młodszy asystent w Gabinecie Nauk Pomocniczych Stanisława Zajączkowskiego oraz w Oddziale Ochrony Zabytków Uniwersytetu Wileńskiego. Podczas II wojny światowej, w latach 1939–1944 pracował jako robotnik fabryczny, a także buchalter w przedsiębiorstwie handlowym „Wojentorg”. Następnie ukończył Szkołę Oficerską w Lublinie, po której ukończeniu został przydzielony do Głównego Zarządu Politycznego Wojska Polskiego. W lutym 1945 został kierownikiem drukarni GZP WP w Łodzi.
W Ludowym Wojsku Polskim do 1953 służył jako oficer, ponadto nie przerywając służby wojskowej, w 1948 został asystentem Stanisława Zajączkowskiego – kierownika Katedry Historii Polski Uniwersytetu Łódzkiego, a w 1949 został redaktorem działu historycznego „Prasy Wojskowej”. W latach 1948–1952 wydawał liczne artykuły popularnonaukowe nt. historii wojskowości, drukowane głównie na łamach czasopism wojskowych. W 1953 podjął pracę jako adiunkt w Instytucie Historii UŁ, w ramach Katedry Historii Polski, a od 1954 w Katedrze Historii Powszechnej. W 1956 został kierownikiem Katedry Historii ZSRR. W 1958 obronił pracę doktorską pt. „Walka o cele powstania listopadowego”, w 1964 zaś dokonał habilitacji. W 1973 został profesorem nadzwyczajnym, a w 1979 – zwyczajnym.
Był członkiem komisji Polskiej Akademii Nauk, poświęconych rewolucji październikowej i historii wojskowości, a także był członkiem rady naukowej Instytutu Krajów Socjalistycznych PAN. Do jego zainteresowań naukowych przed II wojną światową należała głównie problematyka związana z historią ziemi wileńskiej. Po II wojnie światowej interesował się powstaniem listopadowym oraz stosunkami polsko-rosyjskimi i polsko-ukraińskimi.
Został pochowany na cmentarzu wojskowym na Dołach w Łodzi.

## Publikacje
- „Walka o cele Powstania Listopadowego”, 1960;
- „Powstanie Listopadowe w oczach Rosjan”, 1964;
- „Powstanie grudniowe w Moskwie” (w: W. Bortnowski i L. Mroczek, Dwa powstania, 1974);
- „Na tropach łódzkiego Września” (1962);
- „W pierścieniu blokady” (1976)[2].

## Odznaczenia i nagrody
- Krzyż Kawalerski Orderu Odrodzenia Polski,
- Krzyż Komandorski Orderu Odrodzenia Polski[1].
- Nagroda Trybuny Ludu (1982)[5]